# 松平康東
松平康東（日语：／ Matsudaira Kōtō，1903年2月5日—1994年5月4日），日本外交官。出身於東京府。